# اینوی ۶۶۳۷
سیارک ۶۶۳۷ (به انگلیسی: 6637 Inoue، نامگذاری:1988XZ) شش هزار و ششصد و سی و هفتمین سیارک کشف شده‌است که در ۳ دسامبر ۱۹۸۸ کشف شد.
قدر مطلق سیارک برابر ۱۳٫۳۰ است.